# Лошкий Поток (община)
Община Лошкий Поток (словен. Občina Loški potok) — одна з общин Словенії. Адміністративним центром є місто Хриб-Лошкий Поток.
Металообробка промисловість є провідною галуззю общини.

## Населення
У 2011 році в общині проживало 1969 осіб, 977 чоловіків і 992 жінок. Чисельність економічно активного населення (за місцем проживання), 766 осіб. Середня щомісячна чиста заробітна плата одного працівника (EUR), 935.17 (в середньому по Словенії 987.39). Приблизно кожен другий житель у громаді має автомобіль (49 автомобілі на 100 жителів). Середній вік жителів склав 43,3 роки (в середньому по Словенії 41.8). 